# Мычелкин, Егор Сергеевич
Егор Сергеевич Мычелкин (бел. Ягор Сяргеевіч Мычэлкін; род. 17 октября 2002, Борисов, Минская область) — белорусский футболист, полузащитник клуба «Торпедо-БелАЗ». На правах аренды выступает в клубе «Гомель».

## Карьера

### «Торпедо-БелАЗ»

#### Начало карьеры
Воспитанник футбольной академии столичного «Минска». В сентябре 2020 года футболист перебрался в структуру жодинского «Торпедо-БелАЗ». В 2021 году футболист стал выступать за дублирующий состав жодинского клуба. В октябре 2021 года футболист перешёл в дзержинский «Арсенал». В ноябре 2021 года футболист находился на просмотре в болгарском клубе «Ботев», однако вскоре его покинул. В феврале 2022 года дзержинский клуб официально представил футболиста как новичка команды. В июне 2022 года футболист тренировался с основной командой жодинского «Торпедо-БелАЗ». Дебютировал за клуб футболист 4 июля 2022 года в матче против «Слуцка», выйдя на замену на 88 минуте. Футболист на протяжении сезона оставался игроком скамейки запасных, сыграв в своём дебютном сезоне за основной состав в 7 матчах, где преимущественно выходил на замену на последних минутах. Также выступал за дублирующий состав жодинского клуба, в котором отличился 6 забитыми голами.

#### Сезон 2023
В начале сезона 2023 года футболист тренировался с основной командой жодинского клуба как один из главных «лимитчиков». Первый матч в чемпионате футболист сыграл 18 марта 2023 года против брестского «Динамо», выйдя на замену на 92 минуте. Дебютный гол за клуб футболист забил 20 мая 2023 года в матче против новополоцкого «Нафтана». Стал обладателем Кубка Беларуси, где в финале 28 мая 2023 года одержал победу над борисовским БАТЭ. В июле 2023 года футболист вместе с клубом отправился на квалификационные матчи Лиги конференций УЕФА. Первый матч в рамках еврокубкового турнира футболист сыграл 27 июля 2023 года против кипрского клуба АЕК. По итогу ответного матча кипрский АЕК по сумме матчей оказался сильнее и вышел в следующий раунд. На протяжении всего сезона футболист был одним из основных игроков жодинского клуба, отличившись забитым голом и 2 результативными передачами. По итогу сезона вместе с клубом стал бронзовым призёром чемпионата.

#### Аренда в «Гомель»
В начале 2024 года футболист находился на просмотре в мозырской «Славии» и в брестском «Динамо», а в марте 2024 года находился в распоряжении «Гомеля», при этом имея интерес со стороны новополоцкого «Нафтана». Вскоре футболист официально на правах арендного соглашения присоединился к «Гомелю» до конца сезона. Дебютировал за клуб футболист 17 марта 2024 года в матче против «Слуцка», выйдя на поле в стартовом составе.

#### Аренда в «Сморгонь»
В январе 2025 года отправился в аренду в «Сморгонь». 23 апреля 2025 года приостановил карьеру из-за призыва на срочную военную службу. Успел принять участие в 5 матчах за «Сморгонь», во всех Мычелкин вступал в игру со скамейки запасных. Результативными действиями не отметился. 

## Достижения
«Торпедо-БелАЗ»
- Обладатель Кубка Беларуси: 2022/23